# Begonia weberlingii
Espèce
Begonia weberlingii est une espèce de plantes de la famille des Begoniaceae. Ce bégonia est originaire du Salvador. L'espèce fait partie de la section Knesebeckia. L'espèce a été décrite en 1963 par Focko H.E. Weberling (1926-2009), à la suite des travaux de Edgar Irmscher (1887-1968). L'épithète spécifique weberlingii signifie « de Weberling », en hommage au récolteur du type in situ. 

## Répartition géographique
Cette espèce est originaire du pays suivant : El Salvador.